# برستوود (باكينجهامشير)
برستوود (بالإنجليزية: Prestwood)‏ هي قرية تقع في المملكة المتحدة في باكينجهامشير.